# Loranthaceae
Loranthaceae is een botanische naam, voor een familie van tweezaadlobbige planten. Een familie onder deze naam wordt algemeen erkend door systemen voor plantentaxonomie, en ook door het APG-systeem (1998) en het APG II-systeem (2003).
Het gaat om een vrij grote familie van tegen de duizend soorten.
In het Cronquist-systeem (1981) is de plaatsing eveneens in de orde Santalales.

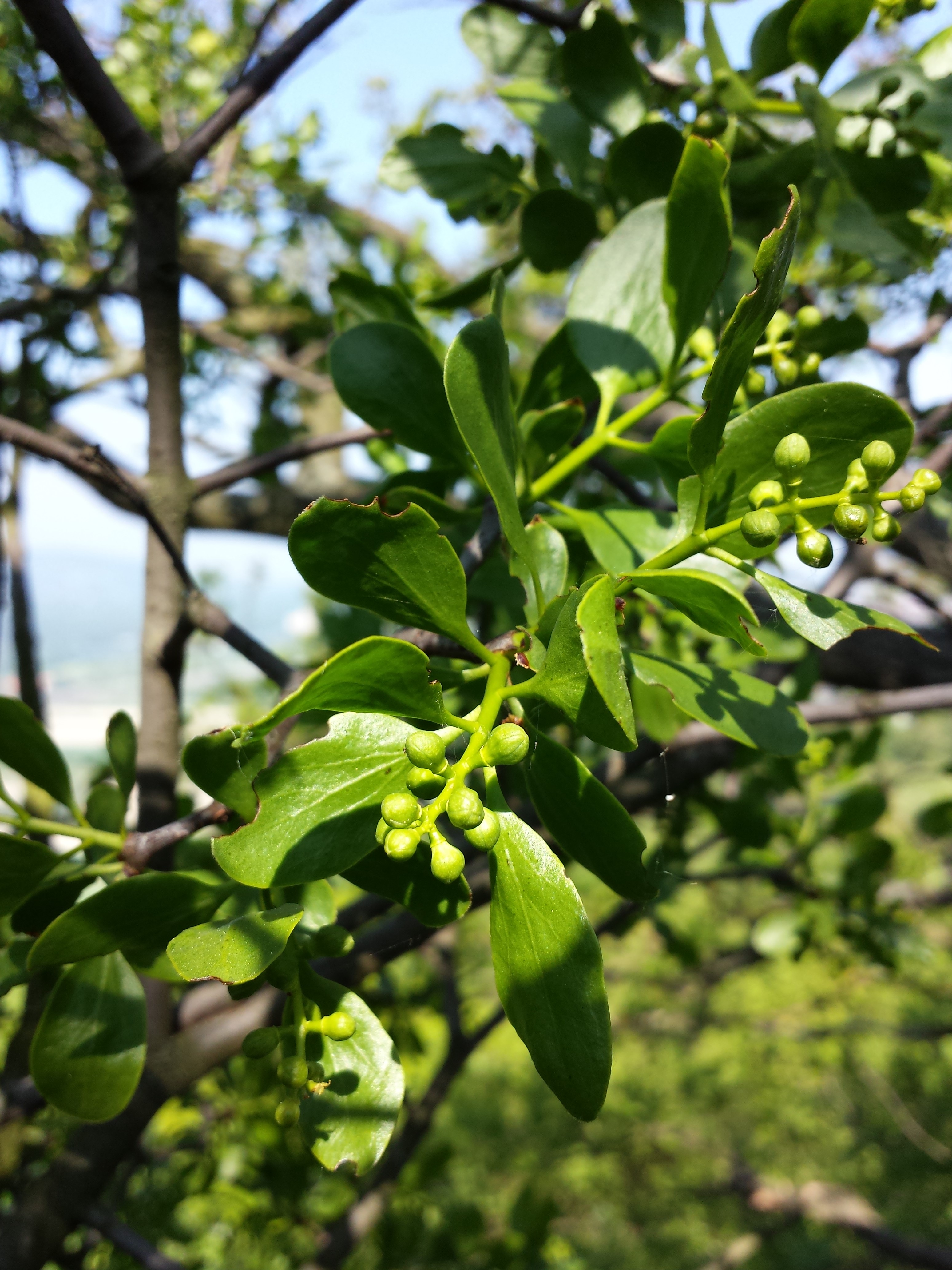
Loranthus europaeus op moseik (Quercus pubescens) is een loofverliezende halfparasiet op bomen.